# جونکو ایشیدا
جونکو ایشیدا (ژاپنی: 石田 順子) بازیکن فوتبال اهل ژاپن و عضو تیم ملی فوتبال ژاپن است که در تاریخ ۷ ژوئن ۱۹۸۱ میلادی اولین بازی ملی‌اش را انجام داد. او در ۳ بازی ملی حضور داشت و آخرین بازی ملی خود را در تاریخ ۶ سپتامبر ۱۹۸۱ میلادی انجام داد. جونکو ایشیدا در بازی‌های ملی‌اش
گلی به ثمر نرساند.